# Enrique Álvarez Félix
Enrique Álvarez Félix (Guadalajara, Jalisco, 6 de abril de 1934 — Cidade do México, 24 de maio de 1996) foi um ator mexicano.

## Filmografia

### Televisão
- Marisol (1996) .... Leonardo Garcés del Valle
- La sonrisa del diablo (1992) ... Salvador Esparza
- Luz y sombra (1989) .... Juan Guerra
- Tal como somos (1987-1988) .... Miguel
- De pura sangre (1985-1986) .... Leonardo Altamirano
- Tú eres mi destino (1984) .... Eugenio Dávila
- Lo que el cielo no perdona (1982) .... Marcelo
- Colorina (1980-1981) .... Gustavo Adolfo Almazán y De la Vega
- Pecado de amor (1978-1979) .... Alberto
- Rina  (1977-1978) .... Carlos Augusto Miranda y Castro
- Lo imperdonable (1975-1976) .... Eduardo Fonseca
- El manantial del milagro (1974) .... Pablo / Miguel
- Mi rival (1973) .... Jorge
- El edificio de enfrente (1972)
- Las gemelas (1972) .... Arturo
- El profesor particular (1971) .... Fernando
- Yo sé que nunca (1970)
- El Retrato de Dorian Gray (1969) .... Dorian Gray
- Estafa de amor (1968) .... Daniel
- Entre sombras (1967)
- Corazón salvaje (1966) .... Renato D'Autremont
- Alma de mi alma (1965)
- Valeria (1965)
- Casa de vecindad (1964)
- La mujer dorada (1960) .... Alfonso

### Cinema
- La Casa del pelícano (1977) .... Nilo
- Laberinto de pasiones (1975)
- El amor tiene cara de mujer (1973) .... Fernando Ugalde
- El monasterio de los buitres (1973)
- Los perturbados (1972)
- Victoria (1972)
- La primavera de los escorpiones (1971)
- Los ángeles de la tarde (1970)
- Narda o el verano (1970)  .... Max
- Trampa para un cadáver (1969)
- Crónica de un cobarde (1968)
- Tres noches de locura (1968)
- Los años verdes (1966)
- Los caifanes  (1966) .... Jaime de Landa
- Los jinetes de la bruja (1966)
- Requiem por un canalla (1966)
- Casa de mujeres (1966)
- Las dos Elenas (1965) .... Víctor
- Los cuervos están de luto (1965) ... Enríque
- Simón del desierto (1964)  .... Hermano Matías
- El charro inmortal (1955)

## Prêmios e indicações

### Novelas
| Ano  | Categoria               | Telenovela            | Resultado |
| ---- | ----------------------- | --------------------- | --------- |
| 1993 | Melhor ator principal   | La sonrisa del diablo | Indicado  |
| 1988 | Melhor ator antagonista | Tal como somos        | Indicado  |
| 1986 | Melhor ator antagonista | De pura sangre        | Venceu    |